# Перама
Перама (грч. Πέραμα) општина је у Грчкој. По подацима из 2011. године број становника у општини је био 25.389.

## Становништво
| 2011.  |
| ------ |
| 25.389 |